# Catalina Homar Ribes
Catalina Homar Ribes (Valldemossa, 1868 - 1905) fou una pagesa mallorquina que esdevingué encarregada de l'Estaca, a la costa de Valldemossa, i amiga de l'Arxiduc Lluís Salvador d'Habsburg-Lorena.
Era filla del fuster de Son Moragues Miquel Homar. El 1887 conegué l'Arxiduc Lluís Salvador que la convertí en l'encarregada de la finca de l'Estaca. La finca va destacar per la seva producció de vins basats en la varietat local de la malvasia que obtingueren premis a París i Chicago. La seva amistat amb l'Arxiduc esdevingué intensa i l'acompanyà en una sèrie de viatges arreu del món. Després d'uns anys de relacions se separaren a Venècia per causes no aclarides. De tornada a l'Estaca Catalina Homar emmalaltí i morí. Un cop morta, l'Arxiduc escrigué i publicà el llibre Catalina Homar en el qual glossà el seu caràcter bondadós, el seu amor pels animals i la natura i el seu esperit generós. L'Arxiduc dedicà una làpida a la seva memòria a la capella de l'Estaca i encarregà a l'escultor Giulio Monteverde la construcció d'un monument instal·lat a Miramar el 1913 i, des de 1922, a Son Moragues.